# Witkar

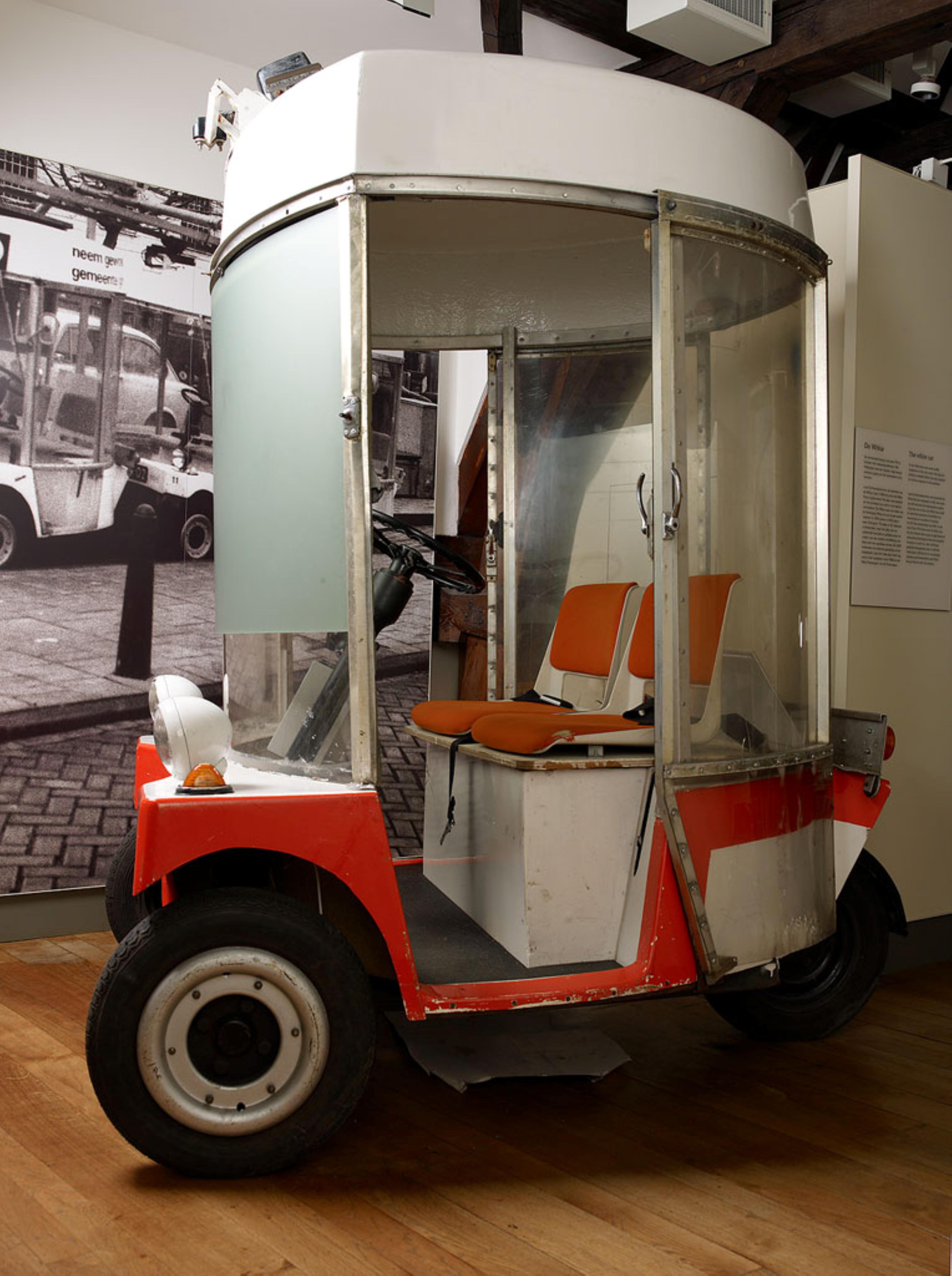
Un witcar conservé au Musée d'Amsterdam

Le witkar (voiture blanche) était un tricycle électrique à deux places et l'une des premières expériences d'autopartage au monde. Inauguré en 1974 à Amsterdam, il fut arrêté en 1986 par manque de soutien des autorités.
Ce projet fut conçu par Luud Schimmelpennink (en), designer industriel, homme politique, entrepreneur et membre du mouvement contestataire et libertaire Provo.

## Galerie

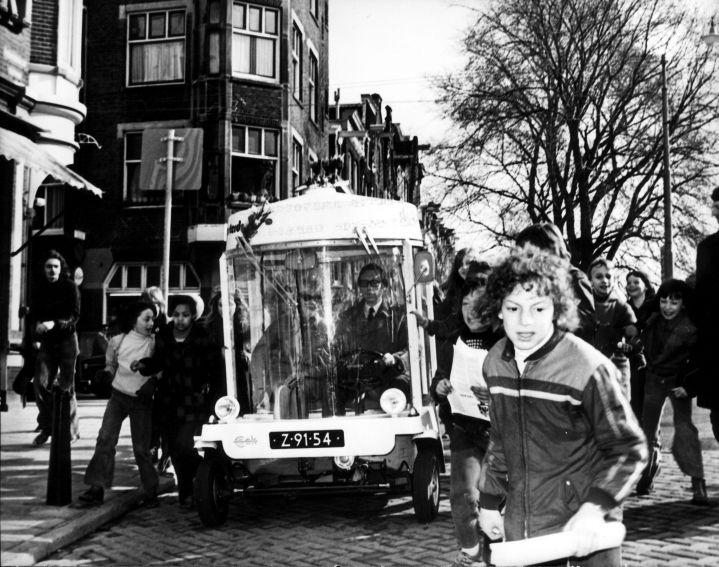
Inauguration du witkar le 21 mars 1974 par la ministre Irene Vorrink.
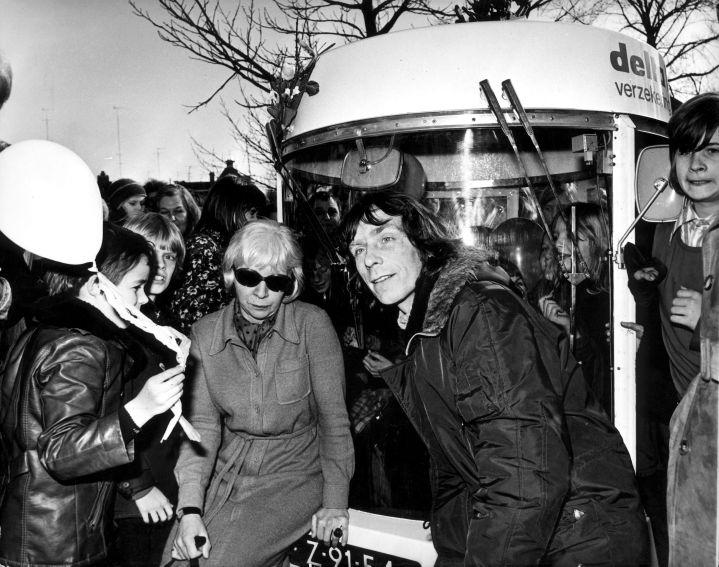
Irene Vorrink et Luud Schimmelpennink (en) lors de l'inauguration du witkar.
- Reportage de 1979 sur les difficultés rencontrées par le projet witkar.

## Sources de la traduction
- (nl) Cet article est partiellement ou en totalité issu de l’article de Wikipédia en néerlandais intitulé « Witkar » (voir la liste des auteurs).

- (en) Cet article est partiellement ou en totalité issu de l’article de Wikipédia en anglais intitulé « Witkar » (voir la liste des auteurs).